# Swansea City Association Football Club 2013-2014
Questa voce raccoglie le informazioni della Swansea City Association Football Club nelle competizioni ufficiali della stagione 2013-2014.

## Stagione
La stagione 2013-2014 vede lo Swansea partecipare per la 3ª volta consecutiva alla Premier League e la 5ª in assoluto. Inoltre la squadra gallese gioca per la prima volta in Europa dopo oltre vent'anni, quando nella Coppa delle Coppe del 1991-1992 perse contro il Monaco con un complessivo 10 a 1. Inoltre per la prima volta nella storia ci sarà un derby tra team gallesi nella massima divisione inglese, a seguito della promozione dalla Championship del Cardiff City.
L'avvio ufficiale all'attività agonistica avviene in luogo del ritiro in Olanda con partenza fissata il 3 luglio. Dopo quattro partite con altrettante squadre olandesi (inizialmente due appartenenti all'Eredivisie) il ritiro si conclude il 13 dello stesso mese. L'incontro con il Breda viene però cancellato; in sostituzione viene organizzata un'amichevole con il club semi-professionistico dell'Haaglandia. La prima sfida è contro il FC 's-Gravenzande e vede i cigni imporsi per due reti a zero; il successivo match è contro i campioni della quarta serie olandese, l'Excelsior Maassluis. È sempre lo Swansea a prevalere, questa volta per 5-1. Anche le ultime due partite del ritiro olandese vengono vinte dagli uomini di Laudrup: la prima, contro l'Haaglandia, con un agevole 10 a 0, mentre la seconda con un più combattuto, sempre nei limiti di un'amichevole, 1-0 a fronte del Den Haag.
Il 17 luglio viene raggiunta quota 16500 abbonati per la stagione 2013-2014, record per lo Swansea. Viene infatti infranto il primato di 15500 abbonamenti venduti dell'anno precedente.
Al ritiro in Olanda segue una tournée in Sud Corea prevalentemente per ragioni commerciali e per creare un'immagine mondiale dello Swansea. Tale nazione è stata scelta soprattutto per l'enorme fama di Ki Sung-Yueng in queste zone. Le partite disputate in questi quattro giorni sono contro le formazioni inglesi dello Yeovil (5-0 per i cigni) e dell'Exeter City (2-0 ancora a favore dei gallesi).
La prima partita ufficiale è l'andata del terzo turno preliminare di Europa League, giocato in Galles contro il Malmö FF. L'incontro si conclude con una netta vittoria dei padroni di casa per 4-0, nella quale il primo marcatore, in linea con la stagione precedente dove è stato capocannoniere della squadra, è Michu. Successivamente Bony ha segnato i suoi primi gol ufficiali con la maglia dello Swansea, siglando le successive due reti. La partita si conclude con il 4-0 del neo-entrato Alejandro Pozuelo, dando al team di Laudrup un'ipoteca sul passaggio del turno. Infatti il pareggio senza reti del ritorno non riserva clamorose sorprese e permette ai gallesi di accedere allo spareggio finale contro i romeni del Petrolul Ploiești.
L'inizio del campionato è contro i campioni in carica del Manchester United: il gol della bandiera del pesante 4-1 finale è siglato da Bony, partito dalla panchina. Il riscatto è immediato: nell'andata del play-off di Europa League i cigni battono con cinque reti (una del solito ivoriano, che raggiunge quattro gol segnati in altrettante partite giocate nello Swansea) a una i romeni allenati da Cosmin Contra, ex giocatore di Laudrup al Getafe. La qualificazione arriva nel ritorno, nonostante una sconfitta per 2-1. Anche in campionato arriva una seconda sconfitta, questa volta contro il Tottenham, per un rigore di Soldado. Per la prima vittoria in Premier bisogna aspettare la terza giornata: in casa del West Bromwich le reti di Davies e Hernández determinano la vittoria del cigni.

## Maglie e sponsor
Ecco la prima e la seconda maglia dello Swansea nella stagione 2013-2014.
| Casa | Trasferta |

## Organigramma societario
Tutto l'organigramma societario è preso dal sito internet ufficiale della società.
Area direttiva
- Presidente: Huw Jenkins
- Vice presidente: Leigh Dineen
- Amministratori: Huw Cooze, Gwilym Joseph, Brian Katzen, Don Keefe, Martin Morgan, Steve Penny e John van Zweden
- Amministratori associati: David Morgan, Will Morris

Area organizzativa
- Segretario generale: Jackie Rockey
- Segretario: Gill Rees
- Team manager: Alun Cowie
- Assistente commerciale: Dawn Rutherford
- Controllore finanziario: Gareth Davies
- Amministratore contabilità: Kelly Thomas
- Direttore protezione marchio: Rebecca Parry

Area comunicazione
- Direttore design commerciale: Baz St Clair
- Gestore supporti: Jonathan Wilsher
- Editore del sito ufficiale: Chris Barney
- Responsabile multimedia: Mark Williams
- Responsabile servizi per bambini e adulti vulnerabili: Tony Thomas
- Delegato per gli invalidi: Ian James

Area marketing
- Direttore marketing: Hannah Eames
- Direttore business & merchandising: Andrea Morris
- Dirigenti partner commerciale: Joon Hahm e Lee Merrells
- Direttore vendite: Joe Kelly
- Preparatrice divise: Suzan Eames[19]
- Assistente preparatore divise: Michael Eames[19]

Area tecnica
- Manager: Michael Laudrup
- Assistente manager: Morten Wieghorst
- Allenatore prima squadra: Alan Curtis
- Preparatore portieri: Adrian Tucker
- Preparatore atletico: Oscar García[19]
- Analista partite: Gethin Rees
- Responsabile relazioni con i giocatori: Huw Lake
- Assistente ecclesiastico: Kevin Johns

Area sanitaria
- Medico sociale: Jez McCluskey
- Capo fisioterapista: Kate Rees
- Fisioterapisti: Richard Buchanan e Ailsa Jones
- Massaggiatore: Adele Avery

## Rosa
Rosa, ruoli e numerazione ricavati dal sito ufficiale della UEFA. Aggiornato al 14 agosto 2013.
| N. |                           | Ruolo | Calciatore                      |
| -- | ------------------------- | ----- | ------------------------------- |
| 1  | Paesi Bassi (bandiera)    | P     | Michel Vorm                     |
| 2  | Spagna (bandiera)         | D     | Jordi Amat                      |
| 3  | Galles (bandiera)         | D     | Neil Taylor                     |
| 4  | Spagna (bandiera)         | D     | Chico                           |
| 6  | Galles (bandiera)         | D     | Ashley Williams (Vice-capitano) |
| 7  | Inghilterra (bandiera)    | C     | Leon Britton                    |
| 8  | Inghilterra (bandiera)    | C     | Jonjo Shelvey                   |
| 9  | Spagna (bandiera)         | A     | Michu                           |
| 10 | Costa d'Avorio (bandiera) | A     | Wilfried Bony                   |
| 11 | Spagna (bandiera)         | C     | Pablo Hernández                 |
| 12 | Inghilterra (bandiera)    | A     | Nathan Dyer                     |
| 14 | Belgio (bandiera)         | A     | Roland Lamah                    |
| 15 | Inghilterra (bandiera)    | C     | Wayne Routledge                 |
| 16 | Inghilterra (bandiera)    | D     | Garry Monk (Capitano)           |
| 17 | Corea del Sud (bandiera)  | C     | Ki Sung-Yueng                   |
| 18 | Inghilterra (bandiera)    | A     | Leroy Lita                      |

| N. |                             | Ruolo | Calciatore         |
| -- | --------------------------- | ----- | ------------------ |
| 19 | Inghilterra (bandiera)      | A     | Luke Moore         |
| 20 | Paesi Bassi (bandiera)      | C     | Jonathan de Guzmán |
| 21 | Spagna (bandiera)           | C     | José Alberto Cañas |
| 22 | Spagna (bandiera)           | D     | Àngel Rangel       |
| 23 | Francia (bandiera)          | D     | Darnel Situ        |
| 24 | Spagna (bandiera)           | C     | Alejandro Pozuelo  |
| 25 | Germania (bandiera)         | P     | Gerhard Tremmel    |
| 28 | Inghilterra (bandiera)      | D     | Curtis Obeng       |
| 29 | Galles (bandiera)           | D     | Ashley Richards    |
| 33 | Galles (bandiera)           | D     | Ben Davies         |
| 35 | Galles (bandiera)           | D     | Daniel Alfei       |
| 41 | Irlanda del Nord (bandiera) | A     | Rory Donnelly      |
| 45 | Slovenia (bandiera)         | P     | Gregor Zabret      |
| 48 | Inghilterra (bandiera)      | D     | Jernade Meade      |
|    | Cipro (bandiera)            | C     | Alex Gogić         |

## Calciomercato

### Sessione estiva(dall'1/7 al 2/9)
La sessione estiva di calciomercato dello Swansea è da segnalare specialmente per l'acquisto dell'ivoriano Wilfried Bony, capocannoniere dell'Eredivisie e miglior giocatore dell'anno il Olanda l'ultima stagione, che passa al club gallese per una cifra record per i cigni.
| Acquisti         | Acquisti           | Acquisti   | Acquisti                |
| R.               | Nome               | da         | Modalità                |
| ---------------- | ------------------ | ---------- | ----------------------- |
| C                | José Alberto Cañas | svincolato |                         |
| D                | Jordi Amat         | Espanyol   | definitivo (2,9 mln €)  |
| C                | Alejandro Pozuelo  | Real Betis | definitivo (500.000 €)  |
| C                | Jonjo Shelvey      | Liverpool  | definitivo (5,9 mln €)  |
| A                | Wilfried Bony      | Vitesse    | definitivo (13,9 mln €) |
| Altre operazioni |                    |            |                         |
| R.               | Nome               | da         | Modalità                |
| P                | Gregor Zabret      | Domžale    | informazione riservata  |
| C                | Alexandros Gogic   | svincolato |                         |
| D                | Jernade Meade      | svincolato |                         |

| Cessioni         | Cessioni         | Cessioni        | Cessioni      |
| R.               | Nome             | a               | Modalità      |
| ---------------- | ---------------- | --------------- | ------------- |
| A                | Itay Shechter    | Kaiserslautern  | fine prestito |
| D                | Dwight Tiendalli |                 | svincolato    |
| D                | Kyle Bartley     | Birmingham City | prestito      |
| P                | David Cornell    | St. Mirren      | prestito      |
| C                | Mark Gower       |                 | svincolato    |
| D                | Alan Tate        | Yeovil Town     | prestito      |
| C                | Germain Agustien |                 | svincolato    |
| Altre operazioni |                  |                 |               |
| R.               | Nome             | a               | Modalità      |

## Risultati

### Barclays Premier League

#### Girone di andata
| Arbitro: | Dowd |

|          |           |                                      |
| Bony 82’ | Marcatori | 34’, 72’ van Persie 36’, 90’ Welbeck |

| Arbitro: | Swarbrick |

|                    |           |  |
| Soldado 58’ (rig.) | Marcatori |  |

| Arbitro: | Dean |

|  |           |                          |
|  | Marcatori | 22’ Davies 83’ Hernández |

| Arbitro: | Oliver |

|                            |           |                        |
| Jonjo Shelvey 2’ Michu 64’ | Marcatori | 4’ Sturridge 36’ Moses |

| Arbitro: | Friend |

|  |           |                   |
|  | Marcatori | 2’ Michu 48’ Dyer |

| Arbitro: | Clattenburg |

|            |           |                       |
| Davies 81’ | Marcatori | 58’ Gnabry 62’ Ramsey |

| Southampton 5 ottobre 2013, ore 16:00 CEST 7ª giornata | Southampton | 2 – 0 referto | Swansea City | St. Mary's Stadium (28.570 spett.) |

| Swansea 19 ottobre 2013, ore 16:00 CEST 8ª giornata | Swansea City | 4 – 0 referto | Sunderland | Liberty Stadium (20.245 spett.) |

| Swansea 26 ottobre 2013, ore 16:00 CEST 9ª giornata | Swansea City | 0 – 0 referto | West Ham Utd | Liberty Stadium (20.455 spett.) |

| Cardiff 3 novembre 2013, ore 17:00 CET 10ª giornata | Cardiff City | 0 – 0 referto | Swansea City | Cardiff City Stadium (27.463 spett.) |

| Swansea 9 novembre 2013, ore 16:00 CET 11ª giornata | Swansea City | 3 – 3 referto | Stoke City | Liberty Stadium (19.242 spett.) |

| Londra 23 novembre 2013, ore 16:00 CET 12ª giornata | Fulham | 1 – 2 referto | Swansea City | Craven Cottage (25.258 spett.) |

| Manchester 30 novembre 2013, ore 16:00 CET 13ª giornata | Manchester City | 3 – 0 referto | Swansea City | Etihad Stadium (46.559 spett.)\| Arbitro: \| Clattenburg \| |
| Arbitro:                                                | Clattenburg     |               |              |                                                             |

| Swansea 3 dicembre 2013, ore 20:45 CET 14ª giornata | Swansea City | 3 – 0 referto | Newcastle Utd | Liberty Stadium (20.457 spett.) |

| Swansea 7 dicembre 2013, ore 16:00 CET 15ª giornata | Swansea City | 1 – 1 referto | Hull City | Liberty Stadium (19.303 spett.) |

| Norwich 14 dicembre 2013, ore 16:00 CET 16ª giornata | Norwich City | 1 – 1 referto | Swansea City | Carrow Road (26.876 spett.)\| Arbitro: \| Oliver \| |
| Arbitro:                                             | Oliver       |               |              |                                                     |

| Arbitro: | Mason |

|                   |           |                         |
| Oviedo 70’ (aut.) | Marcatori | 66’ Coleman 84’ Barkley |

| Londra 26 dicembre 2013, ore 16:00 CET 18ª giornata | Chelsea | 1 – 0 referto | Swansea City | Stamford Bridge (41.111 spett.) |

| Birmingham 28 dicembre 2013, ore 16:00 CET 19ª giornata | Aston Villa | 1 – 1 referto | Swansea City | Villa Park (37.028 spett.) |

#### Girone di ritorno
| Swansea 1º gennaio 2013, ore 16:00 CET 20ª giornata | Swansea City | 2 – 3 referto | Manchester City | Liberty Stadium |

| Manchester 11 gennaio 2013, ore 16:00 CET 21ª giornata | Manchester United | 2 – 0 referto | Swansea City | Old Trafford |

| Swansea 18 gennaio 2013, ore 16:00 CET 22ª giornata | Swansea City | 1 – 3 referto | Tottenham | Liberty Stadium |

| Swansea 28 gennaio 2013, ore 20:45 CET 23ª giornata               | Swansea City | 2 – 0 referto | Fulham | Liberty Stadium (20.004 spett.) |
| \| \| \| \| \| Shelvey 61’ Berbatov 75’ (aut.) \| Marcatori \| \| |              |               |        |                                 |
|                                                                   |              |               |        |                                 |
| Shelvey 61’ Berbatov 75’ (aut.)                                   | Marcatori    |               |        |                                 |

| Londra 1º febbraio 2013, ore 16:00 CET 24ª giornata | West Ham | 2 – 0 referto | Swansea City | Boleyn Ground |

| Swansea 8 febbraio 2013, ore 16:00 CET 25ª giornata | Swansea City | – | Cardiff City | Liberty Stadium |

| Stoke-on-Trent 12 febbraio 2013, ore 20:45 CET 26ª giornata | Stoke City | – | Swansea City | Britannia Stadium |

| Liverpool 22 febbraio 2013, ore 16:00 CET 27ª giornata | Liverpool | – | Swansea City | Anfield |

| Swansea 1º marzo 2013, ore 16:00 CET 28ª giornata | Swansea City | – | Crystal Palace | Liberty Stadium |

| Arbitro: | Probert |

|                         |           |                             |
| Podolski 73’ Giroud 74’ | Marcatori | 11’ Bony 90’ (aut.) Flamini |

| Swansea 15 marzo 2013, ore 16:00 CET 30ª giornata | Swansea City | – | West Bromwich | Liberty Stadium |

| Liverpool 22 marzo 2013, ore 16:00 CET 31ª giornata | Everton | – | Swansea City | Goodison Park |

| Swansea 29 marzo 2013, ore 16:00 CET 32ª giornata | Swansea City | – | Norwich City | Liberty Stadium |

| Hull 5 aprile 2013, ore 16:00 CEST 33ª giornata | Hull City | – | Swansea City | KC Stadium |

| Swansea 12 aprile 2013, ore 16:00 CEST 34ª giornata | Swansea City | – | Chelsea | Liberty Stadium |

| Newcastle upon Tyne 19 aprile 2013, ore 16:00 CEST 35ª giornata | Newcastle | – | Swansea City | St James' Park |

| Swansea 26 aprile 2013, ore 16:00 CEST 36ª giornata | Swansea City | – | Aston Villa | Liberty Stadium |

| Swansea 3 maggio 2013, ore 16:00 CEST 37ª giornata | Swansea City | – | Southampton | Liberty Stadium |

| Sunderland 11 maggio 2013, ore 16:00 CEST 38ª giornata | Sunderland | – | Swansea City | Stadium of Light |

### FA Cup

#### Trentaduesimi di finale
| Manchester 4 gennaio 2014 Terzo turno | Manchester Utd | 1 – 2 | Swansea City | Old Trafford (73.190 spett.) |

| 25 gennaio 2014 Quarto turno | Birmingham City | 1 – 2 | Swansea City |  |

| Arbitro: | Friend |

|                                          |           |                      |
| Traoré 4’ Naismith 65’ Baines 72’ (rig.) | Marcatori | 72’ (rig.) de Guzmán |

### Football League Cup

#### Secondo turno
| 25 settembre 2013 Secondo turno | Swansea City | – |  |  |

### Europa League

#### Preliminari

##### Terzo turno
| Arbitro: | Paolo Silvio Mazzoleni |

|                                     |           |  |
| Michu 37’ Bony 55’, 59’ Pozuelo 86’ | Marcatori |  |

| Malmö 8 agosto 2013, ore 20:45 CEST Terzo turno preliminare - Ritorno | Malmö FF         | 0 – 0 referto | Swansea City | Swedbank Stadion (11.538 spett.)\| Arbitro: \| Serdar Gözübüyük \| |
| Arbitro:                                                              | Serdar Gözübüyük |               |              |                                                                    |

##### Play-off
| Arbitro: | Sergei Karasev |

|                                                   |           |            |
| Routledge 14’, 25’ Michu 22’ Bony 59’ Pozuelo 70’ | Marcatori | 87’ Grozav |

| Arbitro: | Michael Koukoulakis |

|                      |           |           |
| Priso 73’ Younés 83’ | Marcatori | 74’ Lamah |

#### Fase a gironi
| Arbitro: | Serge Gumienny |

|  |           |                                  |
|  | Marcatori | 14’ Bony 58’ Michu 62’ de Guzmán |

| Arbitro: | Duarte Gomes |

|               |           |  |
| Routledge 52’ | Marcatori |  |

## Statistiche
Tutte le statistiche aggiornate al 1º settembre 2013.

### Statistiche di squadra
| Competizione   | Punti | In casa | In casa | In casa | In casa | In casa | In casa | In trasferta | In trasferta | In trasferta | In trasferta | In trasferta | In trasferta | Totale | Totale | Totale | Totale | Totale | Totale | DR |
| Competizione   | Punti | G       | V       | N       | P       | Gf      | Gs      | G            | V            | N            | P            | Gf           | Gs           | G      | V      | N      | P      | Gf     | Gs     | DR |
| -------------- | ----- | ------- | ------- | ------- | ------- | ------- | ------- | ------------ | ------------ | ------------ | ------------ | ------------ | ------------ | ------ | ------ | ------ | ------ | ------ | ------ | -- |
| Premier League | 19    | 1       | 0       | 0       | 1       | 1       | 4       | 2            | 1            | 0            | 1            | 2            | 1            | 3      | 1      | 0      | 2      | 3      | 5      | -2 |
| FA Cup         | -     | -       | -       | -       | -       | -       | -       | -            | -            | -            | -            | -            | -            | -      | -      | -      | -      | -      | -      | -  |
| League Cup     | -     | -       | -       | -       | -       | -       | -       | -            | -            | -            | -            | -            | -            | -      | -      | -      | -      | -      | -      | -  |
| Europa League  | -     | 2       | 2       | 0       | 0       | 9       | 1       | 2            | 0            | 1            | 1            | 1            | 2            | 4      | 2      | 1      | 1      | 10     | 3      | -  |
| Totale         | -     | 3       | 2       | 0       | 1       | 10      | 5       | 4            | 1            | 1            | 2            | 3            | 3            | 7      | 3      | 1      | 3      | 13     | 8      | +5 |

### Statistiche dei giocatori
| Giocatore     | Premier League | Premier League | Premier League | Premier League | FA Cup   | FA Cup | FA Cup      | FA Cup     | Football League Cup | Football League Cup | Football League Cup | Football League Cup | Europa League | Europa League | Europa League | Europa League | Totale   | Totale | Totale      | Totale     |
| Giocatore     | Presenze       | Reti           | Ammonizioni    | Espulsioni     | Presenze | Reti   | Ammonizioni | Espulsioni | Presenze            | Reti                | Ammonizioni         | Espulsioni          | Presenze      | Reti          | Ammonizioni   | Espulsioni    | Presenze | Reti   | Ammonizioni | Espulsioni |
| ------------- | -------------- | -------------- | -------------- | -------------- | -------- | ------ | ----------- | ---------- | ------------------- | ------------------- | ------------------- | ------------------- | ------------- | ------------- | ------------- | ------------- | -------- | ------ | ----------- | ---------- |
| J. Amat       | 0              | 0              | 0              | 0              | -        | -      | -           | -          | -                   | -                   | -                   | -                   | 3             | 0             | 2             | 0             | 3        | 0      | 2           | 0          |
| D. Alfei      | -              | -              | -              | -              | -        | -      | -           | -          | -                   | -                   | -                   | -                   | -             | -             | -             | -             | -        | -      | -           | -          |
| W. Bony       | 3              | 1              | 0              | 0              | -        | -      | -           | -          | -                   | -                   | -                   | -                   | 3             | 3             | 0             | 0             | 6        | 4      | 0           | 0          |
| L. Britton    | 1              | 0              | 0              | 0              | -        | -      | -           | -          | -                   | -                   | -                   | -                   | 3             | 0             | 2             | 1             | 4        | 0      | 2           | 1          |
| J. Cañas      | 3              | 0              | 1              | 0              | -        | -      | -           | -          | -                   | -                   | -                   | -                   | 3             | 0             | 0             | 0             | 6        | 0      | 1           | 0          |
| Chico         | 3              | 0              | 0              | 0              | -        | -      | -           | -          | -                   | -                   | -                   | -                   | 3             | 0             | 1             | 0             | 6        | 0      | 1           | 0          |
| B. Davies     | 3              | 1              | 1              | 0              | -        | -      | -           | -          | -                   | -                   | -                   | -                   | 2             | 0             | 0             | 0             | 5        | 1      | 1           | 0          |
| J. de Guzmán  | 2              | 0              | 0              | 0              | -        | -      | -           | -          | -                   | -                   | -                   | -                   | 4             | 0             | 0             | 0             | 6        | 0      | 0           | 0          |
| R. Donnelly   | -              | -              | -              | -              | -        | -      | -           | -          | -                   | -                   | -                   | -                   | 1             | 0             | 0             | 0             | 1        | 0      | 0           | 0          |
| N. Dyer       | 1              | 0              | 0              | 0              | -        | -      | -           | -          | -                   | -                   | -                   | -                   | 2             | 0             | 0             | 0             | 3        | 0      | 0           | 0          |
| P. Hernández  | 3              | 1              | 0              | 0              | -        | -      | -           | -          | -                   | -                   | -                   | -                   | 2             | 0             | 0             | 0             | 5        | 1      | 0           | 0          |
| R. Lamah      | 0              | 0              | 0              | 0              | -        | -      | -           | -          | -                   | -                   | -                   | -                   | 1             | 1             | 0             | 0             | 1        | 1      | 0           | 0          |
| L. Lita       | -              | -              | -              | -              | -        | -      | -           | -          | -                   | -                   | -                   | -                   | -             | -             | -             | -             | -        | -      | -           | -          |
| J. Meade      | -              | -              | -              | -              | -        | -      | -           | -          | -                   | -                   | -                   | -                   | -             | -             | -             | -             | -        | -      | -           | -          |
| Michu         | 3              | 0              | 2              | 0              | -        | -      | -           | -          | -                   | -                   | -                   | -                   | 4             | 2             | 1             | 0             | 7        | 2      | 3           | 0          |
| G. Monk       | -              | -              | -              | -              | -        | -      | -           | -          | -                   | -                   | -                   | -                   | 0             | 0             | 0             | 0             | 0        | 0      | 0           | 0          |
| L. Moore      | -              | -              | -              | -              | -        | -      | -           | -          | -                   | -                   | -                   | -                   | -             | -             | -             | -             | -        | -      | -           | -          |
| C. Obeng      | -              | -              | -              | -              | -        | -      | -           | -          | -                   | -                   | -                   | -                   | -             | -             | -             | -             | -        | -      | -           | -          |
| A. Pozuelo    | 2              | 0              | 1              | 0              | -        | -      | -           | -          | -                   | -                   | -                   | -                   | 4             | 2             | 1             | 0             | 6        | 2      | 2           | 0          |
| À. Rangel     | 3              | 0              | 1              | 0              | -        | -      | -           | -          | -                   | -                   | -                   | -                   | 4             | 0             | 0             | 0             | 7        | 0      | 1           | 0          |
| A. Richards   | 0              | 0              | 0              | 0              | -        | -      | -           | -          | -                   | -                   | -                   | -                   | 1             | 0             | 0             | 0             | 1        | 0      | 0           | 0          |
| W. Routledge  | 3              | 0              | 0              | 0              | -        | -      | -           | -          | -                   | -                   | -                   | -                   | 3             | 2             | 0             | 0             | 6        | 2      | 0           | 0          |
| D. Situ       | -              | -              | -              | -              | -        | -      | -           | -          | -                   | -                   | -                   | -                   | -             | -             | -             | -             | -        | -      | -           | -          |
| J. Shelvey    | 3              | 0              | 0              | 0              | -        | -      | -           | -          | -                   | -                   | -                   | -                   | 2             | 0             | 0             | 0             | 5        | 0      | 0           | 0          |
| K. Sung-Yueng | 1              | 0              | 0              | 0              | -        | -      | -           | -          | -                   | -                   | -                   | -                   | 2             | 0             | 0             | 0             | 3        | 0      | 0           | 0          |
| N. Taylor     | 0              | 0              | 0              | 0              | -        | -      | -           | -          | -                   | -                   | -                   | -                   | 2             | 0             | 0             | 0             | 2        | 0      | 0           | 0          |
| G. Tremmel    | 0              | -0             | 0              | 0              | -        | -      | -           | -          | -                   | -                   | -                   | -                   | 2             | -2            | 1             | 0             | 2        | -2     | 1           | 0          |
| M. Vorm       | 3              | -5             | 1              | 0              | -        | -      | -           | -          | -                   | -                   | -                   | -                   | 2             | -1            | 0             | 0             | 5        | -6     | 1           | 0          |
| A. Williams   | 3              | 0              | 1              | 0              | -        | -      | -           | -          | -                   | -                   | -                   | -                   | 3             | 0             | 1             | 0             | 6        | 0      | 2           | 0          |
| G. Zabret     | -              | -              | -              | -              | -        | -      | -           | -          | -                   | -                   | -                   | -                   | -             | -             | -             | -             | -        | -      | -           | -          |

## Giovanili

### Organigramma societario
Area direttiva
Per l'area direttiva i dati sono presi dal sito ufficiale dello Swansea.
- Direttore giovanili: Tony Pennock
- Direttore reclutamento: David Leadbeater
- Osservatore reclutamento tecnico: Tim Henderson
- Osservatore giocatori stranieri: Erik Larsen

Area tecnica - Swansea U-21
- Allenatore: Kristian O'Leary[47]